# Puchar FSHV mężczyzn (2024)
Puchar FSHV mężczyzn 2024 – rozgrywki o Puchar Albańskiego Związku Piłki Siatkowej (Federata Shqiptare e Volejbollit, FSHV) zorganizowane w dniach 6-8 września 2024 roku w hali sportowej przy 9-letniej szkole Farkë e Vogël w Tiranie.
W rozgrywkach uczestniczyły cztery zespoły, tj. Partizani Tirana, Tirana, Vllaznia Szkodra oraz Studenti Tirana.
Turniej składał się z półfinałów i finału. W pierwszym półfinale klub Tirana pokonał Vllaznię, natomiast w drugim drużyna Partizani wygrała z zespołem 	Studenti. W finale Partizani pokonał w trzech setach Tiranę, zdobywając Puchar FSHV.

## System rozgrywek
Turniej o Puchar FSHV 2024 składał się z półfinałów i finału. W półfinałach drużyny utworzyły pary na podstawie miejsc zajętych w mistrzostwach Albanii:
- para 1: 1 – 4;
- para 2: 2 – 3.

Zwycięzcy półfinałów rywalizowali w finale o Puchar Federacji. Nie był grany mecz o 3. miejsce.

## Drużyny uczestniczące
W Pucharze FSHV 2024 uczestniczyły cztery najlepsze drużyny mistrzostw Albanii w sezonie 2023/2024 biorące udział w albańskiej Superlidze w sezonie 2024/2025. Ze względu na wycofanie się z rozgrywek mistrzowskich klubu Erzeni jego miejsce zajął zespół Studenti.
| Drużyna          | Miejsce w mistrzostwach Albanii 2023/2024 |
| ---------------- | ----------------------------------------- |
| Partizani Tirana | 1. miejsce                                |
| Tirana           | 2. miejsce                                |
| Vllaznia Szkodra | 4. miejsce                                |
| Studenti Tirana  | 5. miejsce                                |
| Źródło:          |                                           |

## Drabinka
|  |           |                  |           |        |   |       |                  |       |
|  | Półfinały | Półfinały        | Półfinały |        |   | Finał | Finał            | Finał |
|  | Półfinały | Półfinały        | Półfinały |        |   | Finał | Finał            | Finał |
|  |           |                  |           |        |   |       |                  |       |
|  |           |                  |           |        |   |       |                  |       |
|  | 1         | Partizani Tirana | 3         |        |   |       |                  |       |
|  | 1         | Partizani Tirana | 3         |        |   |       |                  |       |
|  | 4         | Studenti Tirana  | 0         |        |   |       |                  |       |
|  | 4         | Studenti Tirana  | 0         |        |   | 1     | Partizani Tirana | 3     |
|  |           |                  |           |        |   | 1     | Partizani Tirana | 3     |
|  |           |                  | 2         | Tirana | 0 |       |                  |       |
|  | 2         | Tirana           | 2         | Tirana | 0 | 3     |                  |       |
|  | 2         | Tirana           |           |        |   |       |                  |       |
|  | 3         | Vllaznia Szkodra | 1         |        |   |       |                  |       |
|  | 3         | Vllaznia Szkodra | 1         |        |   |       |                  |       |
|  |           |                  |           |        |   |       |                  |       |

## Rozgrywki

### Półfinały
| 6.09.2024 17:00 (UTC+2) | Tirana | 3:1 (25:22, 25:20, 18:25, 25:23) raport | Vllaznia Szkodra | Palestra në Shkollën 9-vjeçare Farkë e Vogël, Tirana Sędziowie: Ardit Nurja i Roland Mujo |

| 6.09.2024 19:00 (UTC+2) | Partizani Tirana | 3:0 (25:18, 25:18, 25:19) raport | Studenti Tirana | Palestra në Shkollën 9-vjeçare Farkë e Vogël, Tirana Sędziowie: Enea Dusha i Ergi Papamihali |

### Finał
| 8.09.2024 19:00 (UTC+2) | Partizani Tirana | 3:0 (25:16, 25:19, 25:18) raport | Tirana | Palestra në Shkollën 9-vjeçare Farkë e Vogël, Tirana Sędziowie: Enri Zenullari i Ergi Papamihali |